# Alláh-u-Abhá
Alláh-u-Abhá (em árabe: الله أبهى, Alláh-u-Abhá; lit.Deus é Mais Glorioso) é uma saudação que os Bahá'ís usam quando os fiéis se encontram. Abhá é um superlativo da palavra Bahá', e uma forma do  Nome Maior. Aos Bahá'ís é pedido repetir a frase Alláh-u-Abhá 95 vezes por dia, como descrito por Bahá'u'lláh, fundador da Fé Bahá'í no Kitáb-i-Aqdas, seu livro de leis.